# دانشگاه دی سیلز
دانشگاه دی سیلز (DSU) یک دانشگاه خصوصی کاتولیک در سنتر ولی، پنسیلوانیا است. این دانشگاه دوره‌ها و برنامه‌های سنتی، آنلاین و ترکیبی را در مقاطع کارشناسی و کارشناسی ارشد ارائه می‌دهد. این دانشگاه که به نام سنت فرانسیس د سیلز نامگذاری شده‌است، در سال ۱۹۶۴ به عنوان «کالج آلن تاون سنت فرانسیس د سیلز» توسط اعضای استان سنت فرانسیس د سیلز تأسیس شد.